# Yeon Woo-jin
Dans ce nom coréen, le nom de famille, Yeon, précède le nom personnel.
Yeon Woo-jin (coréen : 연우진), né Kim Bong-hee, le 5 juillet 1984 à Gangneung, Gangwon-do, est un acteur et mannequin sud-coréen.

## Biographie
Kim Bong-hee est né et a grandi à Gangneung. Son père est décédé en 2012 d'un cancer de l'estomac lorsque Kim Bong-hee était en tournage pour Arang and the Magistrate. Kim Bong-hee a fait ses études l'université de Sejong en se spécialisant dans le Génie civil et dans le Génie de l'environnement.

## Carrière
Kim Bong-hee a commencé sa carrière comme mannequin lors de la semaine des défilés de Séoul en 2007 et pour les jeans de la marque japonaise Evisu en 2008. Ce n'est qu'en 2009 qu'il commence sa carrière d'acteur en interprétant le rôle de Min-soo dans le court-métrage Just Friends? sous son nom de stage, Seo Ji-hoo. Son agence, Jump Entertainment a changé son nom de stage contre Yeon Woo-jin. 
En 2012, il joue dans le rôle de Joo-wal, un méchant mystérieux dans la série télévisée Arang and the Magistrate. En 2013, il rencontre de nouveau le réalisateur de Arang and the Magistrate Kim Sang-ho pour la série télévisée mélodrame When a Man Falls in Love et interprète le rôle de Lee Jae-hee.

## Filmographie

### Cinéma
- 2009 : Just Friends? : Min-soo (court-métrage)
- 2011 : We Fly High : Seung-gi (court-métrage)
- 2018 : The Princess and the Matchmaker (궁합) de Hong Chang-pyo : Yoon Shi-kyung

### Télévision
- 2010 : Cinderella's Sister : Dong-soo
- 2010 - 2011 : All My Love : Bang Woo-jin
- 2011 - 2012 : Ojakgyo Brothers : Hwang Tae-pil
- 2012 : Drama Special: Just an Ordinary Love Story : Han Jae-kwang
- 2012 : Arang and the Magistrate : Joo-wal
- 2013 : When a Man Falls in Love : Lee Jae-hee
- 2013 - 2014 : My Love from the Star : Lee Han-kyung (épisode 18, caméo)
- 2015 : Marriage, no dating : Gong Gi Tae
- 2017: Introverted Boss : Eun Hwan-Gi
- 2017 :  Queen for Seven Days
- 2017- 2018 :  Judge vs. Judge
- 2019 : I wanna hear your song : Jang Yoon
- 2022 : Thirty-nine : Kim Seon-woo
- 2023 : Daily Dose of Sunshine : Dong Go-geun
- 2024 : Les Vertus de la vente : Kim Do-hyun
- 2025 : The Old Woman with the Knife (파과) de Min Gyoo-dong : le professeur Kang

## Distinctions

### Récompenses
- KBS Drama Awards 2012 : Meilleur acteur dans un acte spécial pour Just an Ordinary Love Story